# لیندا لوپز
لیندا لوپز (زادهٔ ۱۴ ژوئن ۱۹۷۱) خبرنگار آمریکایی است. وی خواهر خواننده - بازیگر مشهور آمریکا، جنیفر لوپز می‌باشد. لیندا لوپز متولد شهر نیویورک است و دو خواهر به نام‌های جنیفر و لزلی دارد.

## پیوند
- لیندا لوپز در بانک اطلاعات اینترنتی فیلم‌ها